# Stilobezzia claripennis
Stilobezzia claripennis är en tvåvingeart som beskrevs av Clastrier och Wirth 1958. Stilobezzia claripennis ingår i släktet Stilobezzia och familjen svidknott. Inga underarter finns listade i Catalogue of Life.